# Ball de bastó egipci
El sàidi o ball de bastó egipci és una dansa tradicional originària d'Egipte actualment també integrada dins de la dansa del ventre. En àrab, ball de bastó es diu Raqs Al Assaya, però a molts països del Magreb i, a través de la dansa oriental, a la cultura occidental s'ha popularitzat pel nom del ritme "feliç" de la música amb què es balla, el sàidi. Tradicionalment es balla amb un pal o bastó de canya.

## Història
Moltes danses tradicionals del Magreb provenen d'entrenaments i demostracions marcials. Aquesta dansa era en origen un art marcial desenvolupada pels homes del sud d'Egipte, a la regió coneguda com a Alt Egipte (en àrab, Al Saïd). Els bastons eren força llargs i representaven i podien ser substituïts per armes. Més tard, d'aquest art marcial va començar a néixer una dansa, primer masculina i posteriorment també femenina. Van ser les dones les que van afegir una més gran component de joc i de gràcia, a més de suavitzar els moviments i feminitzar-la (quan és ballada per dones) fins al punt que actualment s'associa gairebé més a dones que a homes. De fet, per a alguns autors anglosaxons, la dansa sàidi va ser inventada per les dones, fent broma i parodiant l'entrenament dels homes. Avui la ballen homes i dones, sols o en grup, junts o separats.

## El bastó
Al començament el bastó era una arma, després va passar a ser un pal força gran i pesat, i actualment és un pal fet de canya de bambú, o d'un altre material que l'imita. Ara fa aproximadament un metre de longitud, però els originals, que s'empraven tant a peu com a cavall, feien tres metres i mig de llargària. Els bastons usats al sàidi són més lleugers i fins que els dels homes a la dansa tathib. Solen estar pintats de colors vius. Poden tenir forma de pal, totalment recta, o acabar en una corba de mig punt, com alguns bastons i paraigües.

## Descripció
La dansa guerrera original pretenia irradiar fortalesa, duresa i virilitat. En canvi, el sàidi, també anomenat de vegades dansa del bastó femenina, ja no està interessat a transmetre aquests valors perquè el seu objectiu és únicament lúdic i festiu. Al contrari, la dansa sàidi és suau, dolça, alegre i divertida. Els moviments, malgrat estar basats en moviments masculins de combat, resulten femenins. El bastó perd el seu símbol d'arma per esdevenir on objecte amb el qual jugar, agafat de manera suau i elegant per un extrem; pot ésser brandat per sobre del cap, llençat a l'aire (com ho podria fer, per exemple, una majorette) o usat al costats del cos. En general, els moviments més tipics guerrers o de tathib són suavitzats perquè no semblin propis d'una desfilada militar, i s'afegeixen altres moviments externs, gairebé tots femenins, extrets de la dansa del ventre.

## Música
Es balla amb música sàidi (del sud d'Egipte) i ritme també sàidi. Gairebé sempre sona el rebaba, que és un instrument musical molt antic semblant a un violí, i el mismar, una mena de corn o flauta tradicional egípcia. A més hi ha alguns instruments de percussió, que poden incloure el derbaque o el dumbeq, per exemple. Les cançons són sempre molt líriques.

## Indumentària
Els homes la solen ballar amb pantalons llargs i gel·laba. Es pinten els ulls amb alcofoll i duen bigoti.
Les dones porten vestits típics de les dones del camp a Egipte, d'una peça, rectes, de màniga llarga i amb un vel llarg als cabells que cau per l'esquena i que pot estar decorat amb petits pompons de colors. El vestit és de fibra natural, per exemple de cotó. Com és força ample, les dones per a ballar es lliguen un mocador rectangular als malucs, perquè els moviments no quedin completament amagats sota el vestit. En alguns espectacles moderns, algunes dones han optat de vegades per un vestit menys tradicional, una mica o molt més arrapat al cos. Solen portar diverses polseres superposades, platejades o modernament també daurades, als turmells. També poden portar polseres als canells, arracades grans i grans collars superposats uns amb els altres, d'aspecte pesant. Aquests complements avui solen ser daurats, o altrament platejats, i són força habituals als espectacles, però no els porten, per exemple, moltes de les senyores grans més tradicionals.
Homes i dones porten sabates toves i planes, i un bastó de canya.

## Altres dances relacionades
El tathib o de vegades també transcrit tathiyb és el nom en àrab que rep el bastó d'aquesta dansa. També es diu encara així el "ball de bastó masculí", que tindria el mateix origen que el sàidi. Sembla que totes dues danses vindrien de l'art marcial tathib, i que el ball tathib ha restat més proper a ell, ni que només sigui perquè continua sent ballat només per homes, que no han aportat, per exemple, cap element femení. El tathib s'assembla més al ball de bastons català, els homes ballen per parelles i coreografien un combat ballat. N'existeixen versions a les quals els ballarins passen a ser a més genets, muntats a cavall, i amb bastons de la llargària de llances.
La dansa del canelobre és una dansa tradicional a Egipte que en origen era ballada als casaments, i a la qual la ballarina porta un gran canelobre a sobre del cap.